# 국제유대인

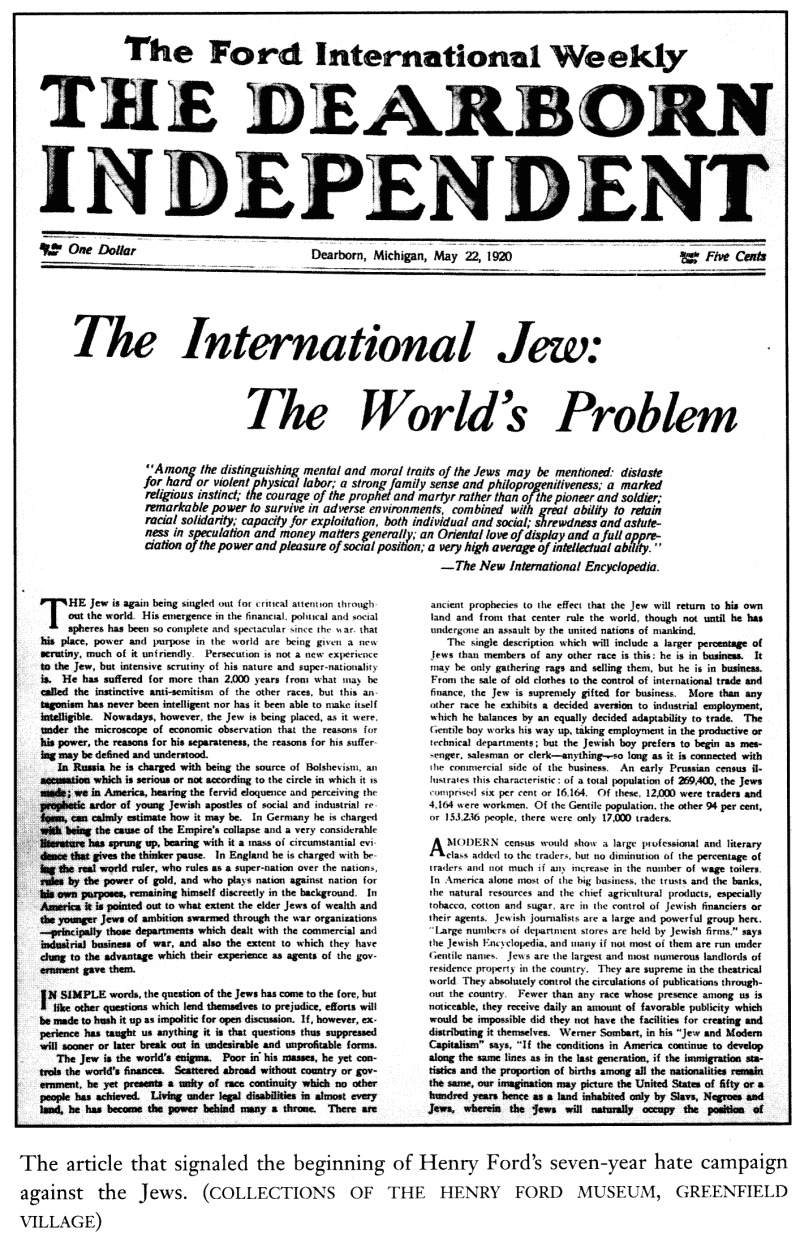
디어본 인디펜던트 1면에 대문짝만하게 실린 "세계의 문제 국제유대인"

《국제유대인》(The International Jew)은 1920년대 초 미국의 자동차 재벌 헨리 포드에 의해 출판 및 배포된 4권의 반유대주의 책자들이다.
1920년 봄부터 포드는 언론사업도 시작하여 주간지 디어본 인디펜던트를 창간했다. 이 지면을 통해 포드는 통권 91호에 걸쳐 유대인의 사악함에 대한 온갖 이야기를 퍼뜨렸다. 그리고 그 중에서 가장 자극적인 것들만 모아 네 권짜리 책자로 재간행한 것이 소위 《국제유대인》이다.
포드의 《국제유대인》은 1922년 독일어로 번역되었다. 국가사회주의 독일 노동자당(나치당) 당료 중 하나인 발두어 폰 시라흐는 이 책이 나치들에게 큰 영향을 주었고, 자신은 《국제유대인》을 읽고 반유대주의에 눈떴다고 증언했다. 포드는 아돌프 히틀러의 《나의 투쟁》에 한 줄이나마 언급되는 유일한 미국인이기도 하다. 다만 제2판부터는 포드를 언급한 내용이 삭제되었다. 나치의 유대인 학살 정책의 정식 명칭은 “"유대인 문제"에 대한 최종해결책”이었다.

## 목차

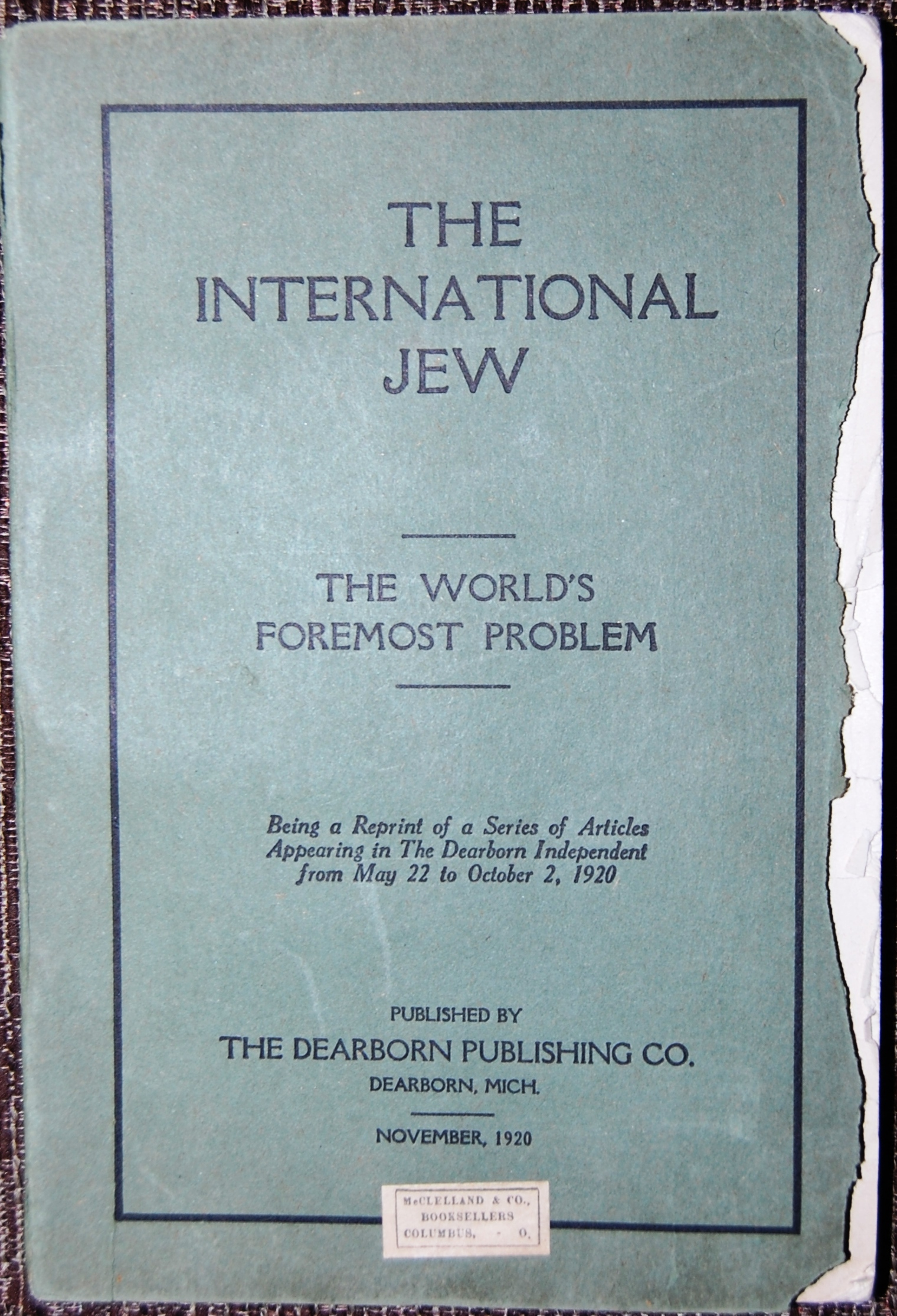
제1권 《세계의 가장 심각한 문제 국제유대인》 초판
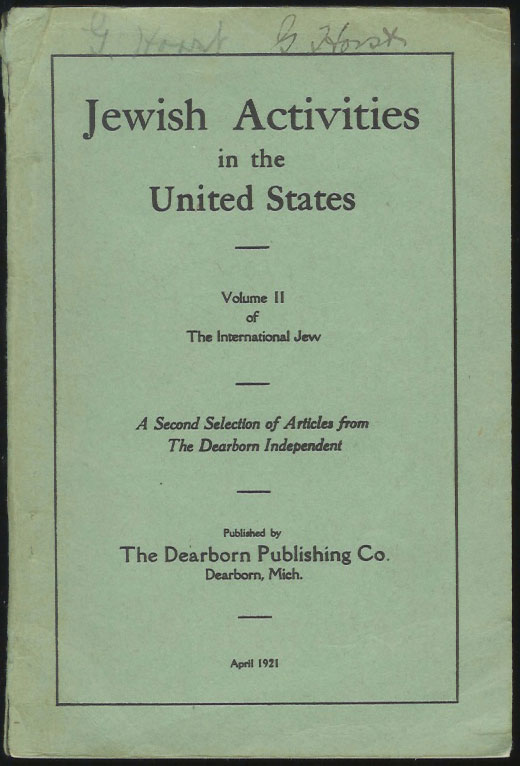
제2권 《미국의 유대인들의 활동》

제1권 세계의 가장 심각한 문제 국제유대인(The International Jew: The World's Foremost Problem; 1920년)
1. 유대인의 성격과 사업
2. 독일의 유대인에 대한 대응
3. 미국 유대인의 역사
4. 유대인 문제—사실인가 상상인가?
5. 반유대주의—미국에서 나타날 것인가?
6. 잡지들에 숨어들어온 유대인 문제
7. 유대인들의 도움으로 출세한 아서 브리스베인
8. 확고한 유대인 세계계획은 존재하는가?
9. 유대 제국주의의 역사적 근거
10. "유대 의정서" 개론
11. 비유대인의 천성에 관한 "유대적" 추정
12. 부분적으로 완수된 "유대 의정서"
13. "이념"으로 사회를 분열시키려는 "유대적" 계획
14. 유대인들은 세계대전을 예견했는가?
15. 유대 "카할"이 오늘날에는 "소비에트"인가?
16. "유대인 문제"가 농장을 건드리는 방식
17. 유대 권력이 세계 언론을 통제하는가?
18. 이것이 유대인의 정치권력을 설명하는가?
19. 모든 유대인이 "붉은 러시아"에 주목하다
20. 유대인들이 볼셰비즘 선호를 고백

제2권 미국의 유대인들의 활동(Jewish Activities in the United States; 1921)
1. 미국의 유대인들이 자기 힘을 숨기는 방법
2. "유대인이 국민집단인가?"에 관한 유대인의 증언
3. 뉴욕 재무의 유대인과 비유대인의 대결
4. 유대 금권의 고저
5. "미국의 디즈레일리"—초권력을 가진 유대인
6. 미국의 유대인 독재 들여다보기
7. 유대인 구리 부자가 전쟁 특수를 누리다
8. 유대인들의 미국 극장 통제
9. 제1차 유대인 극장 트러스트의 부상
10. 유대인들이 유대인 반대 시위를 이용하는 법
11. "영화" 문제의 유대적 측면
12. 활동사진 세계의 유대인 우월주의
13. 유대인 케힐라의 규율이 뉴욕을 장악하다
14. 미국에서 "권리"를 요구하는 유대인들
15. "유대인 권리"는 미국인의 권리와 충돌한다
16. 학문을 학교에서 내쫓는 "유대인 권리"
17. 영국 수상 디즈레일리의 유대인 표상
18. 태프트는 한때 유대인에 저항했다―그리고 실패했다
19. 신문 주필들이 유대인으로부터 독립적이라면
20. 유대인들이 모겐소 보고서를 싫어하는 이유
21. 유대인들은 평화회담을 이용해 폴란드를 옭아맸다

제3권 미국의 생활에 미치는 유대인의 영향력(Jewish Influence in American Life; 1921년)
1. 유대인과 "종교적 박해" Cry
2. 유대인들은 피해자인가 가해자인가?
3. 유대인 도박사들이 미국 야구를 오염시킨다
4. 미국 야구의 유대적 열화
5. 유대인의 재즈가 우리 국민음악이 될 판
6. 유대 가요 트러스트가 당신의 노래를 지배하는 법
7. 미국에 볼셰비즘의 씨를 뿌리는 유대인
8. 유대 무역과 세계혁명분자들의 관계
9. 유대 시온주의는 아마겟돈을 불러올 것인가?
10. 유대인이 권력을 사용하는 법—실제 목격담
11. 유대인들은 어떻게 태머니 홀을 지배하고 망쳤는가
12. 태머니의 비유대인 망석중들을 조종하는 유대인의 끈
13. 브나이 브리트 지도자가 유대인에 대해 논하다
14. 본인도 유대인인 리바이 박사가 자기네 족속의 오류를 인정
15. 미국 통화문제에 있어 유대적 이념
16. 유대인들의 이념이 연방준비계획을 만들었다
17. 유대인들의 미국 중앙은행 이념
18. 국제 유대자본이 기능하는 방법
19. 유대인의 권력과 미국의 돈 고갈

제4권 미국에 미치는 유대 권력의 양상(Aspects of Jewish Power in the United States; 1922년)
1. 유대인들은 어떻게 미국의 음주 통제권을 얻었나
2. 거대한 유대 주류 트러스트와 그 내력
3. 사악한 주류밀매의 유대적 요소
4. 미국의 생활에 미치는 유대 영향력의 다각도
5. "미국주의"에 반대하는 유대인들의 불평불만
6. 유대인과 베네딕트 아놀드의 관련성
7. 베네딕트 아놀드와 그림자에서 거래한 유대인의 도움
8. 웨스트포인트의 아놀드와 유대인의 도움
9. 유대식 이름을 개명하는 신사적 방법
10. 유대인의 "콜 니드레"와 "엘리 엘리" 해석
11. 뉴욕 치안판사가 보는 유대인들
12. 유대인들은 조용하고, 국민의 목소리는 들린다
13. 유대인들에게 권력이 주어지면 시도할 것
14. 현재의 증거로 미루어 본 유대인 문제
15. 미국의 유대인 수수께끼—루이스 마셜
16. 국제유대인의 경제계획
17. 유대인도 다른 민족들이 유대인을 바라보듯 유대인을 바라본다
18. 유대인 문제에 관하여 유대인들에게 보내는 솔직한 성명
19. 유대인 문제에 관하여 "비유대인"들에게 보내는 성명

## 같이 보기
- 신세계질서 (음모론)